# Pilar Groux
María del Pilar Ledy Groux Canedo  (La Paz, 8 de octubre de 1970) es una productora y diseñadora de vestuario audiovisual boliviana. Presidenta de la Asociación de productoras de Bolivia y expositora en eventos sobre mujeres cineastas de Bolivia. Fue parte de los colectivos que discutieron la ley de Cine en Bolivia.

## Inicios
Nació en La Paz, estudió la carrera de Estadística en la Universidad Mayor de San Andrés. 
Inició en el mundo del cine como asistente de vestuario el año 2000, en la producción de la serie Atrapa sueños  y en la película El atraco (2004) de Paolo Agazzi. Fue encargada de vestuario en la producción American Visa de Juan Carlos Valdivia en 2005, Los andes no creen en dios el año 2006. Y en producciones extranjeras como Che: guerrilla en el año 2009 . 
En 2009 empezó como productora audiovisual en Gabor de Sebastián Alfie.

## Producción
Es productora de los largometrajes Nudo de rosa de Gloria Albues el año 2006, en Gabor de Sebastián Alfie el año 2009, Manuelas...Heroínas de la Coronilla de Luis Mérida el año 2011, en el documental Corazón de Dragón de Paolo Agazzi el año 2014, y Fuertes de Oscar Salazar y Franco Traverso del 2017- 2018.
Es productora eecutiva de los cortometrajes Nadando con Palometa (2014), Jaque (2016), Extranjeros (2018).
Fue coproductora y directora de producción en el proyecto Niños somos todos de Sergi Cameron (2015-2018).

## Vestuario
Trabajo en el área de vestuario en producciones como American Visa el año 2005 de Juan Carlos Valdivia , Los Andes no creen en dios el año 2006, Insurgentes (2012) de Jorge Sanjines y en producciones extranjeras como Olvidados (2015) de Carlos Bolado, y Blackthorn (2011).
Fue parte del equipo boliviano de vestuario para el film Quantum of Solace en 2018.
Fue jurado de Asocine (Asociación Nacional de Cineastas)

## Premios y Nominaciones
| Año  | Festival                  | País    | Película             | Categoría              |
| ---- | ------------------------- | ------- | -------------------- | ---------------------- |
| 2016 | The 48 hours film project | Bolivia | Jaque                | Mejor película 1°Lugar |
| 2014 | The 48 hours film project | Bolivia | Nadando con Palometa | Mejor película 2°Lugar |

| Año  | Festival     | País   | Película          | Categoría                     |
| ---- | ------------ | ------ | ----------------- | ----------------------------- |
| 2021 | Premios Goya | España | Niños somos todos | Mejor dirección de producción |

## Reconocimientos
- Reconocimiento el año 2012 por parte del Ministerio de Culturas y Turismo (Bolivia) por su trabajo en la película Blackthorn.[23]